# Société Commerciale des Transports et des Ports
Société Commerciale des Transports et des Ports (SARL, SCPT, deutsch Handelsgesellschaft für Transporte und Häfen AG) ist ein Staatsunternehmen der Demokratischen Republik Kongo. Es entstand am 23. Dezember 2010 aus der Umwandlung des Regiebetriebes ONATRA in eine Aktiengesellschaft in Staatsbesitz.
Die SCPT betreibt unter anderem die Häfen von Matadi, Kisangani und Kinshasa, die Matadi–Kinshasa-Bahn und Flussschifffahrt auf dem Kongo.

## Geschichte
Am 20. April 1935 wurde die OTRACO (Koloniales Transportbüro) gegründet. Sie übernahm am 17. Juli 1935 den Hafen von Boma und die Mayumbe-Bahn, am 1. Juni 1936 die Matadi–Kinshasa-Bahn. OTRACO übernahm am 1. September 1936 außerdem die UNATRA (Union Nationale des transports fluviaux, Flussschifffahrt Kinshasa – Kisangani und Kinshasa – Ilebo), am 15. Oktober 1937 den Hafen von Matadi (Société pour la manutention dans les ports du Congo, MANUCO), am 1. Juli 1946 den Hafen von Kinshasa, am 24. Juli 1946 die Kivu-Bahn (CEFAKI), am 1. Januar 1955 den Hafen von Banana und am 2. Juni 1956 den Hafen der CITAS. Am 30. Juni 1960 wurde OTRACO zur ONATRA (Nationales Transportbüro) umbenannt. 1971 folgte eine weitere Umbenennung zur ONATRAZ (Nationales zairisches Transportbüro), bevor 1999 ONATRAZ erneut zur ONATRA wurde. Am 23. Dezember 2010 wurde ONATRA zur Handelsgesellschaft für Transport und Häfen AG.